# 南斯拉夫共产党第六次代表大会
南斯拉夫共产党第六次代表大会于1952年11月2日至7日在南斯拉夫联邦人民共和国萨格勒布举行。代表779,382名党员的2,022名党代表出席了会议。南斯拉夫共产党第六次代表大会针对包括苏南冲突以及南斯拉夫与美国的和解等事件提出了新政策，被认为是1950年代南斯拉夫政治生活自由化的高峰。大会还将南斯拉夫共产党更名为南斯拉夫共产主义者联盟。
大会着重批评了官僚主义，谴责它们是“斯大林主义残余”。南共中央总书记铁托呼吁应该逐步“让国家消亡”而非固守官僚思想。大会上，地方党组织被指示按各自选举区划进行组织范围调整，并被赋予更大的决策自主权。大会决定实行党政分离，将南共党组织从南斯拉夫各级政府机构中分离出来，各级党委书记不再担任各级政府中的相应职务，并主要通过说服各政府机构来落实具体工作。大会还强调了马克思主义与宗教活动的不相容性，呼吁构建公正合理的国际秩序，谴责冷战、侵略政治和殖民主义，宣布南斯拉夫将与各国和平共处，援助欠发达国家，并不干涉他国内政。
大会正式批准了工人自治政策，这一关于国家分权的改革引发了对南斯拉夫联邦制更广泛的讨论。为回应相关舆论，1953年，南斯拉夫颁布了1946年宪法的修正案以实施经大会批准的政治制度改革。然而，在南斯拉夫与苏联关系正常化之后，第六次代表大会通过的一些决议被推翻了。大会通过的决议和战略也导致了两种并行政策的客观对立，即进一步分权、赋予加盟共和国更大自治权与促进南斯拉夫各民族团结之间的矛盾。大会通过的文件的主要作者是爱德华·卡德尔和米洛万·吉拉斯，后者认为应扩大自由化政策，这使他与铁托发生冲突，最终被开除出南共盟中央委员会并免去一切公职和党员身份。

## 背景
南斯拉夫共产党于1919年在南斯拉夫王国成立；1920年年底，南共遭到政府禁止，并被迫在国外运作。1941年，轴心国入侵南斯拉夫后，南共组织并领导了抵抗侵略的游击队，得到盟军的认可。在1944年与南斯拉夫流亡政府达成权力分享协议后，南共于1945年3月领导组建了民主联邦南斯拉夫联合政府。同年晚些时候，南斯拉夫共产党领导的南斯拉夫人民阵线在反对派抵制选举的情况下获得了90.48%的选票，赢得了1945年南斯拉夫议会选举联邦议会的全部354个席位。从1947年开始，南共领导的政府进行对政治反对派的镇压。
1948年，南斯拉夫和苏联在一系列外交政策问题上的分歧公开化。同年召开的南斯拉夫共产党第五次代表大会针对两国关系的紧张重申坚持铁托的领导，铁托亦连任南共中央总书记。南共对苏联及其领导人约瑟夫·斯大林采取了非常僵硬的立场，希尔德·卡特琳娜·豪格将南斯拉夫的立场描述为比斯大林所持有的立场更具斯大林主义色彩。尽管如此，南共五大仍申明反对“西方集团的资本主义”，使得南斯拉夫与西方的关系也日趋恶化，特别是由于第里雅斯特自由区领土争端。
1948年夏，南斯拉夫因与东方集团停止对外贸易，被迫转向美国寻求经济援助。美国政府谨慎地批准了这一请求，并希望以此作为在冷战中战胜苏联的筹码。1949年至1950年，美国的援助范围扩大到贷款和大笔赠款等形式。1951年，面对可能的苏联入侵的前景，南斯拉夫加入了共同防御援助法案，开始接受美国的军事援助。
鉴于苏南冲突与两国意识形态领域的摩擦，南共发现有必要将南斯拉夫的政治制度与苏联作区分。由于南共将苏联的政治制度定义为不民主的制度，因此设计一种不背离科学社会主义原理的新型治理体系的工作被提上了日程。1949年年末，工人自治机关工人委员会被引入，并在1950年6月由工人自治政策加以补充；南共早先坚持的单一制被批评为斯大林主义的危险体现。意识形态领域的变革使得党内思潮逐步走向多元化，甚至需要长期坚持的党的指导思想也受到质疑。1950年代初期，南共引入了“意见斗争”这一概念，指在经济和行政自由化进程中的此类思想交锋。尽管政府采取的工人自治政策赋予国有企业及其在市级党组织内负责人决定企业经济事务的自由，但企业的资金仍然高度集中。到1952年年中，南共领导层希望重申其对工人自治的承诺，并正式宣布会将南共党组织同南斯拉夫各级政府机构分离。根据亚历山大·兰科维奇的说法，即将召开的南共代表大会的主要目标是使该党与前几年进行的改革保持一致。

## 决策

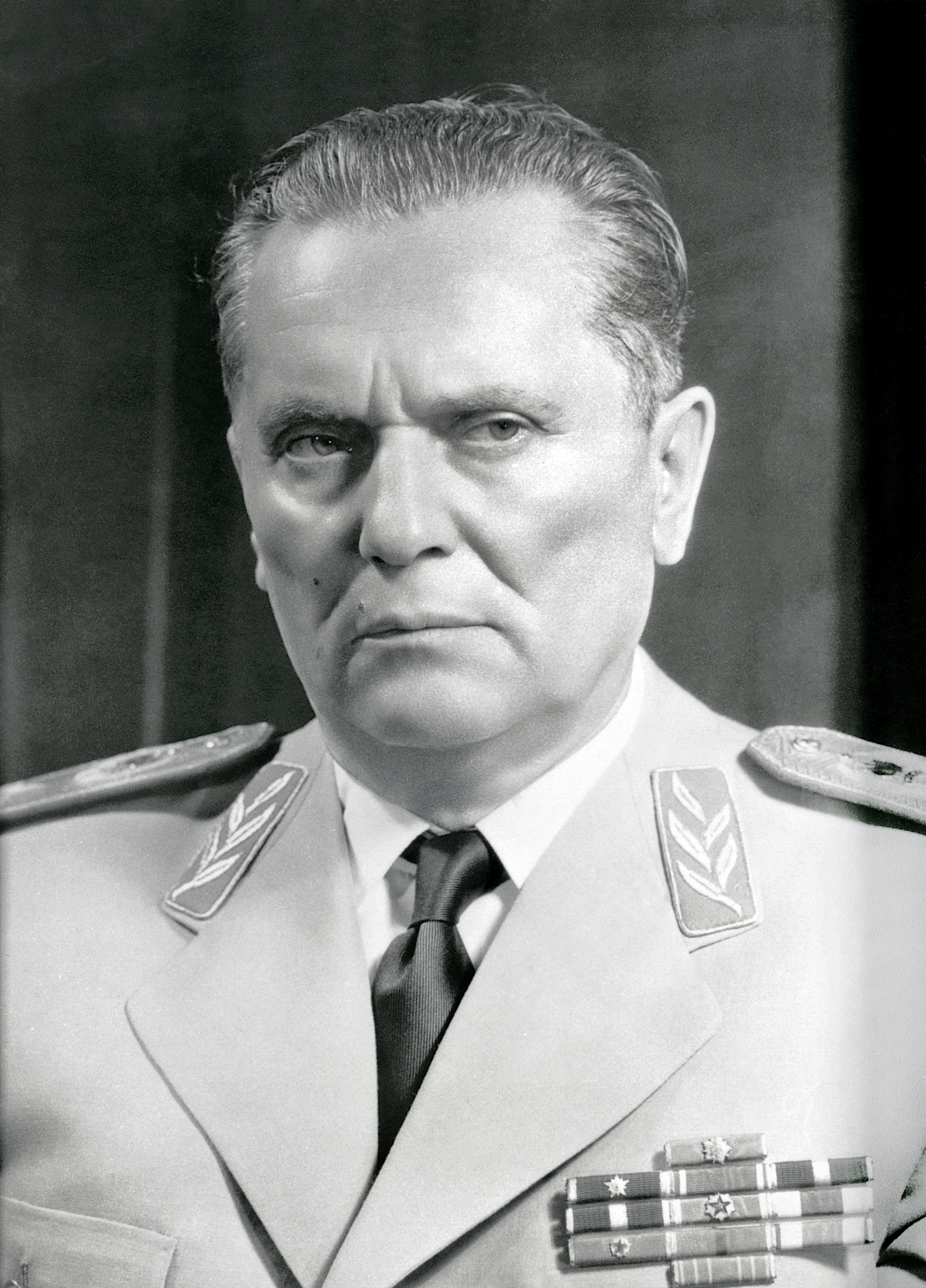
1952年，铁托在南共六大上连任南共中央总书记。

原定于1952年10月19日举行的南斯拉夫共产党第六次代表大会最终推迟到11月2日在萨格勒布召开。代表779,382名党员的2,022名代表出席了为期六天的会议。主会场位于当时萨格勒布博览会的举办地，特别是后来成为尼古拉·特斯拉技术博物馆的建筑。大会的主基调由铁托定下，他在讲话中批判了苏联帝国主义和大国沙文主义，指出南共带领南斯拉夫走上了分权、经济管理民主化和马克思“国家消亡论”所指引的正确道路。
在代表大会上，南共领导层宣布打算改变党在社会中的作用，使党改变领导者的形象，转而通过影响党员和日常社会的政治生活将党的角色转变为教育者；另一项获得批准的提案是削减国家官僚机构的中心职能。此外，官僚主义被确定为斯大林主义残余的主要问题。为取消党在政府中的核心地位，大会决定党委书记不再在政府中担任相应职务。代表大会认为，这一决定将使党中央更重视政策和意识形态的发展，并主要通过说服相关机构来采取行动。
代表大会还批准了工人自治政策，并指示党员通过宣传、鼓动与教育而非恐吓来控制各工人委员会。与此同时，代表大会采取措施限制工人委员会的投资决策自主权，增加更换公司经理的难度，这些都是对1949年工人委员会建立后，公司经理频繁更换和地方党委领导操纵工人委员会挪用投资资金的事件的回应。另一方面，地方基层党组织被赋予更大的自主权，但明确指出不允许它们完全独立。地方党组织作为政府行政部门的角色被终止，不再需要传达政府对企业经济和行政决策的指示；相反，基层组织被赋予教育作用，并以选区为单位进行重组。
为了使变革更加明显，南斯拉夫共产党更改了名称。大会上，铁托提议将党名改为“南斯拉夫共产主义者联盟”。这个名字的灵感是存在于1847年至1852年的共產主義者同盟，卡尔·马克思、弗里德里希·恩格斯和卡尔·沙佩尔等人都是其成员和活动家。米洛万·吉拉斯声称最初提出新名称的是他。同样，政治局的名称也改为“执行委员会”。

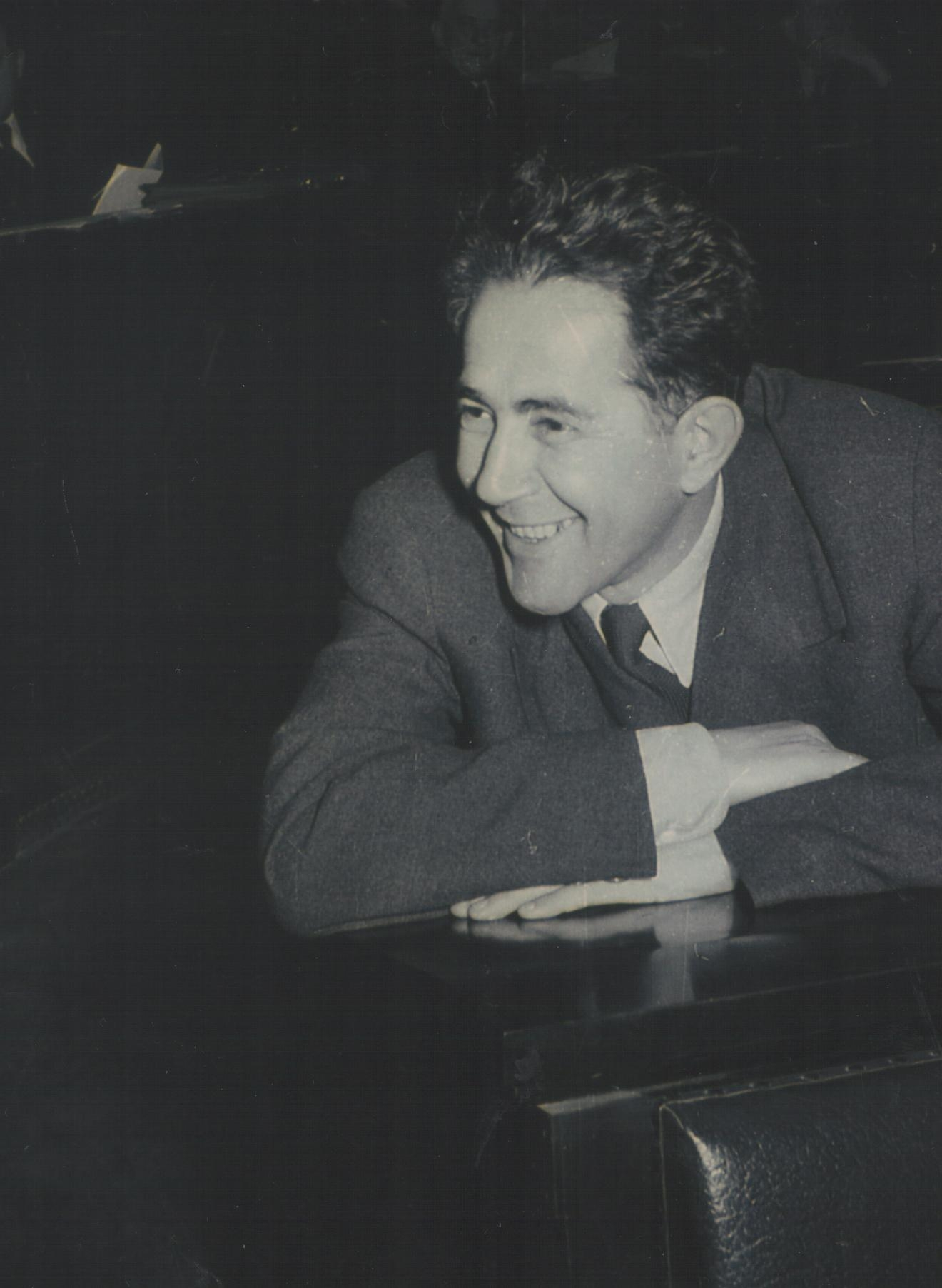
由于米洛万·吉拉斯（图中人物）为南共六大撰写了大量的材料，这次会议也被称为“吉拉斯的会议”。

大会选举出中央委员会委员109人，执行委员会委员13人，执行委员会秘书处委员6人；中央委员会在第一次会议上一致选举铁托为南斯拉夫共产党总书记。除铁托外，执行委员会还包括亚历山大·兰科维奇、米洛万·吉拉斯、爱德华·卡德尔、鲍里斯·基德里奇、莫萨·皮雅杰、伊万·戈什尼亚克、斯韦托扎尔·武克曼诺维奇、久罗·萨拉伊、久罗·普察尔、拉扎尔·科利舍夫斯基、弗兰克·莱斯科舍克和弗拉迪米尔·巴卡里奇。大会重申马克思主义与任何宗教信仰皆不相容，并修改党章明确指出党员不能参与任何宗教活动。大会通过的文件的主要作者是爱德华·卡德尔和米洛万·吉拉斯。由于后者为南共六大撰写了大量的材料，这次会议也被称为“吉拉斯的会议”。
南共六大是20世纪50年代南斯拉夫自由化的高潮，党的章程也在大会上进行了修改，重新强调了权力下放和社会主义民主。然而，南共六大达成的共识只是昙花一现，党内各派围绕改革的意识形态冲突也随之发生。在吉拉斯、皮雅杰和可能的布拉戈耶·涅什科维奇周围形成的一个阵营赞成加快党和国家权力下放的步伐。他们的对手聚集在支持循序渐进进行改革的卡德尔、兰科维奇、戈什尼亚克和基德里奇周围；大会期间亦有传言称铁托赞成后者的观点。第六次代表大会也标志着对先前政策批评论调的衰落，南共仍将六大通过的改革议程视为先前政策的继承和扩大，故党员被警告不要偏离党的路线。南共仍允许社会上针对党的批评，但也施加了一定的限制。

## 后续

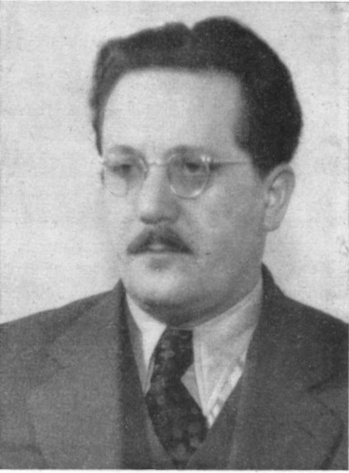
爱德华·卡德尔（图中人物）为撰写南共六大通过的文件作了许多贡献。

在大会召开后的一年内，就有论调对不正确执行南共六大提出的政策作了批评。一些党内下层官员继续只接受上级指示，而不互相交换意见；另一些党组织将大会的决议解释为允许其消极被动地工作并减少工作量。此外，也有下级党组织将新政策解读为它们可以选择无视上级指示、避免开会或履行财务义务。为减少官僚主义，低级别的党的官员将较小的党组织职能整合到更大的地方和市辖区的组织中。到1954年底，减少官僚主义的努力导致南共盟党内专职负责党务的官员数量减少到369人。
政策的变化也引发了关于南斯拉夫联邦制度的辩论，即南斯拉夫各加盟共和国的作用和各民族的地位。这场辩论围绕着一方面扩大权力下放和保证南斯拉夫境内各加盟共和国的平等，另一方面增进南斯拉夫国家统一的困境而展开。在此之前，南共认为民族问题已经通过1945年南斯拉夫联邦人民共和国的成立得以解决，并没有预料到民族问题会引起境内加盟共和国之间的关系冲突。针对这种先前的错误认识，大会呼吁促进加盟共和国之间进一步和解。南共将南斯拉夫人民的多元化民族遗产描绘为共享南斯拉夫文化的组成部分，同时避免了所有形式的强迫同化。1953年南斯拉夫宪法修正案将南共六大批准的政治制度改革正式写入宪法；但在1954年，卡德尔又认为现行宪法受到了苏联对联邦制机械使用的影响。虽然在当时，这些问题的影响相对较小，但在之后的60至70年代又广为讨论，并最终使得1974年南斯拉夫宪法被制定。

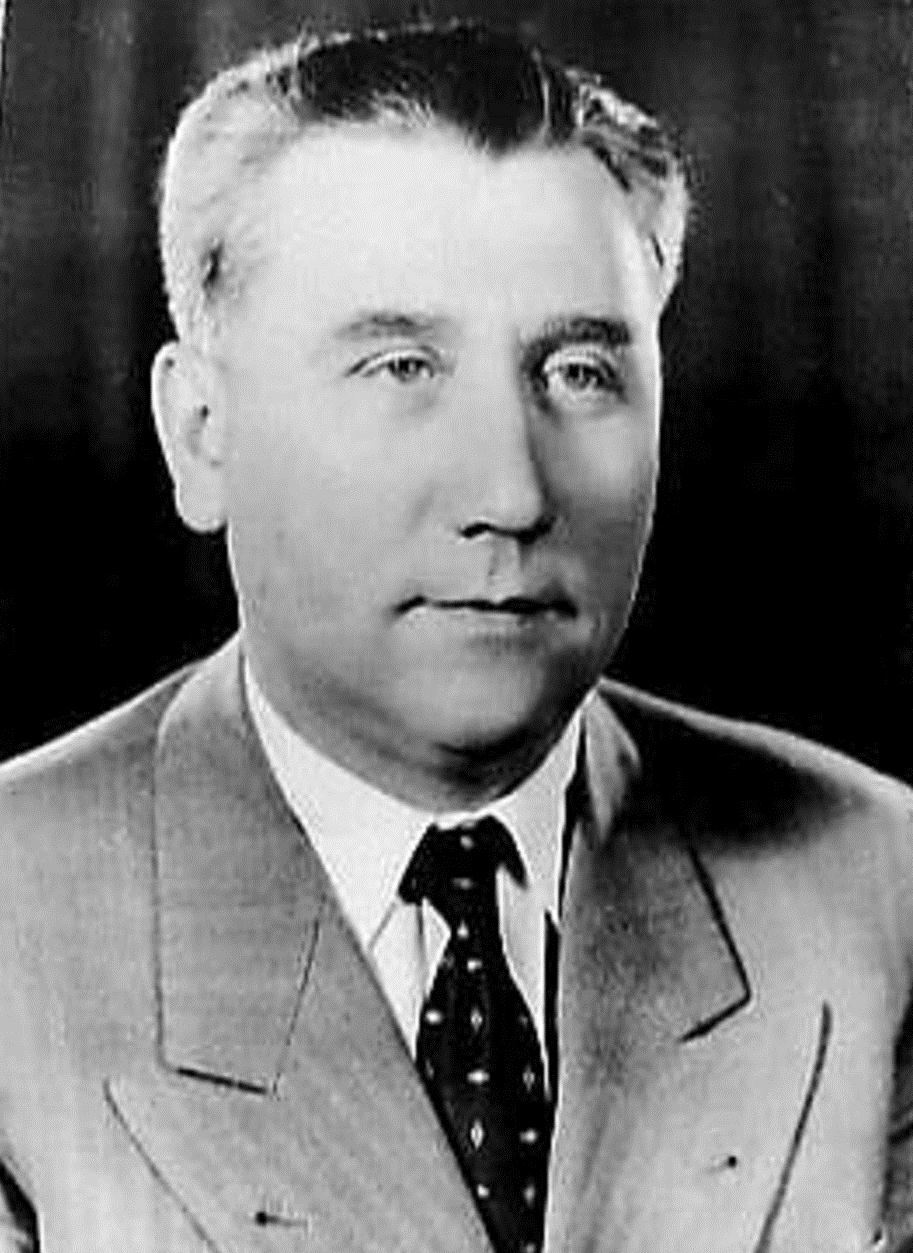
斯大林去世后，铁托和亞歷山大·蘭科維奇（图中人物）努力推迟或减缓改革。

1953年斯大林逝世后，苏联对南斯拉夫的威胁大大减少，从而消除了南共盟接受和坚持六大上通过的改革的一个重要原因。铁托尤其注重继续维持南共盟在社会中的领导地位，担心“采用西方思想”可能会破坏该党的执政地位。由于的里雅斯特危机仍未解决，他也怀疑西方对南斯拉夫示好的意图。1953年6月，铁托和兰科维奇在布里俄尼群岛组织了南共盟中央委员会第二次全体会议，实际上扭转了第六次代表大会通过政策的许多要素。最重要的是，委员会开始回溯六大上关于减少南共盟在政府中的角色和逐渐“消亡国家”的计划。此外，赞成放慢改革步伐的团体赢得了铁托的青睐并占了上风。
另一方面，吉拉斯认为第六次代表大会的决议还不够深入，为此他撰写一系列倡导引入多党制的文章并发表在南共盟党报《战斗报》上。作为回应，南共盟的领导层于1954年1月将他开除。吉拉斯的撤职被解释为日后南斯拉夫改善与苏联关系的先决条件。几个月后，南斯拉夫领导层赞扬了斯大林的继任者格奥尔基·马林科夫。1955年5月，时任苏共中央第一书记尼基塔·赫鲁晓夫和苏联部长会议主席尼古拉·亞歷山德羅維奇·布爾加寧访问南斯拉夫首都贝尔格莱德，两国同意在新的基础上重建关系，标志着苏南交恶和情报局时期的结束。
铁托发现，他可以通过在美国和苏联之间的冷战中保持南斯拉夫中立来使他的谈判权最大化。因此，无论与苏联的和解如何，南斯拉夫都告诉美国他们对西方的政策将保持不变。反过来，美国官方亦相信南斯拉夫不会与苏联结盟。

## 脚注
1. ↑  Banac 1988，第46–51頁.
2. ↑  Tomasevich 2001，第88頁.
3. ↑  Roberts 1973，第316–317頁.
4. ↑  Flere & Klanjšek 2019，第59–60頁.
5. ↑  Flere & Klanjšek 2019，第61–62頁.
6. ↑  Ramet 2006，第175–176頁.
7. ↑  Banac 1988，第137–138頁.
8. ↑  Haug 2012，第134頁.
9. ↑  Banac 1988，第131頁.
10. ↑  Lees 1978，第410–412頁.
11. ↑  Brands 1987，第41頁.
12. ↑  Brands 1987，第46–47頁.
13. 1 2  Haug 2012，第138頁.
14. ↑  Haug 2012，第137頁.
15. ↑  Banac 1988，第139頁.
16. ↑  Shoup 1959，第334–335頁.
17. ↑  Rusinow 2007，第133頁.
18. ↑  Banac 1988，第140–141頁.
19. ↑  Neal 1957，第91頁.
20. 1 2 3  Ramet 2006，第191頁.
21. ↑  Jandrić 1982，第133頁.
22. ↑  Korov 2013，第67頁.
23. 1 2  Banac 2017，第579–580頁.
24. 1 2  McClellan 1969，第135頁.
25. 1 2  Banac 1988，第141頁.
26. 1 2  Haug 2012，第140–141頁.
27. 1 2  McClellan 1969，第134–135頁.
28. ↑  Shoup 1959，第335–337頁.
29. ↑  Štefančić 2007，第264頁.
30. ↑  Lilly 2001，第210頁.
31. ↑  Štefančić 2007，第266–267頁.
32. ↑  Štefančić 2007，第266頁.
33. ↑  Bećirović 2009，第119頁.
34. ↑  Haug 2012，第140頁.
35. 1 2 3 4  Haug 2012，第139頁.
36. ↑  Lilly 2001，第221–222頁.
37. ↑  Ramet 2006，第191–192頁.
38. ↑  Frankel 1955，第422頁.
39. 1 2  Haug 2012，第139–140頁.
40. ↑  Banac 1988，第141–142頁.
41. ↑  Lees 1997，第135–136頁.